# Best – najlepszy z najlepszych
Best – najlepszy z najlepszych (ang. Best) – brytyjski dramat biograficzny z 2000 roku w reżyserii Mary McGuckian. Tytułową rolę zagrał irlandzki aktor John Lynch, a w pozostałych rolach wystąpili m.in. Ian Bannen (jako Matt Busby), Jerome Flynn (jako Bobby Charlton), Ian Hart (jako Nobby Stiles), Linus Roache (jako Denis Law), Patsy Kensit, Stephen Fry i Roger Daltrey. Zdjęcia kręcono w Liverpoolu i na Wyspie Man.

## Zarys fabuły
Film opowiada historię życia George'a Besta, słynnego piłkarza północnoirlandzkiego. Oprócz przedstawienia losów sportowca u szczytu popularności w latach 60., porusza również problem jego choroby alkoholowej. 